# Orka sprzężajna

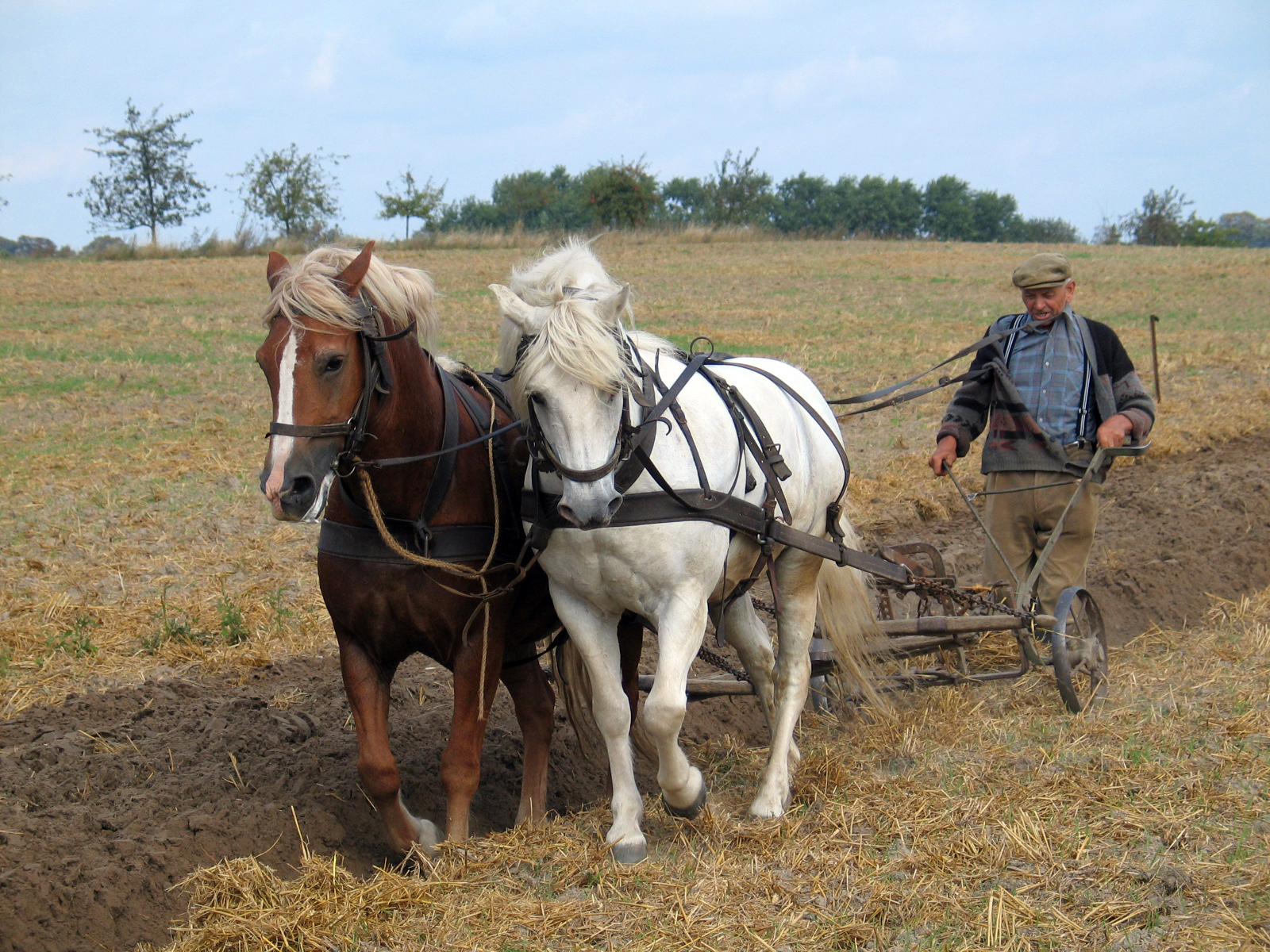
Orka sprzężajna z wykorzystaniem koni i pługa koleśnego

Orka sprzężajna – sposób uprawy roli polegający na zastosowaniu siły zwierząt pociągowych, takich jak woły lub konie, do wprawiania w ruch narzędzi rolniczych (radło, socha, pług i innych). Umożliwia bardziej efektywne wykorzystanie gleby niż starsze metody uprawy, a przez to zwiększenie plonów. 
Orka sprzężajna pojawiła się w epoce neolitu zastępując uprawę kopieniaczą. Na ziemiach polskich, w regionach, gdzie stosowanie maszyn jest utrudnione lub wręcz niemożliwe (np. górskich), jest stosowana do dziś przy wykorzystaniu siły pociągowej koni.